# 모라차강

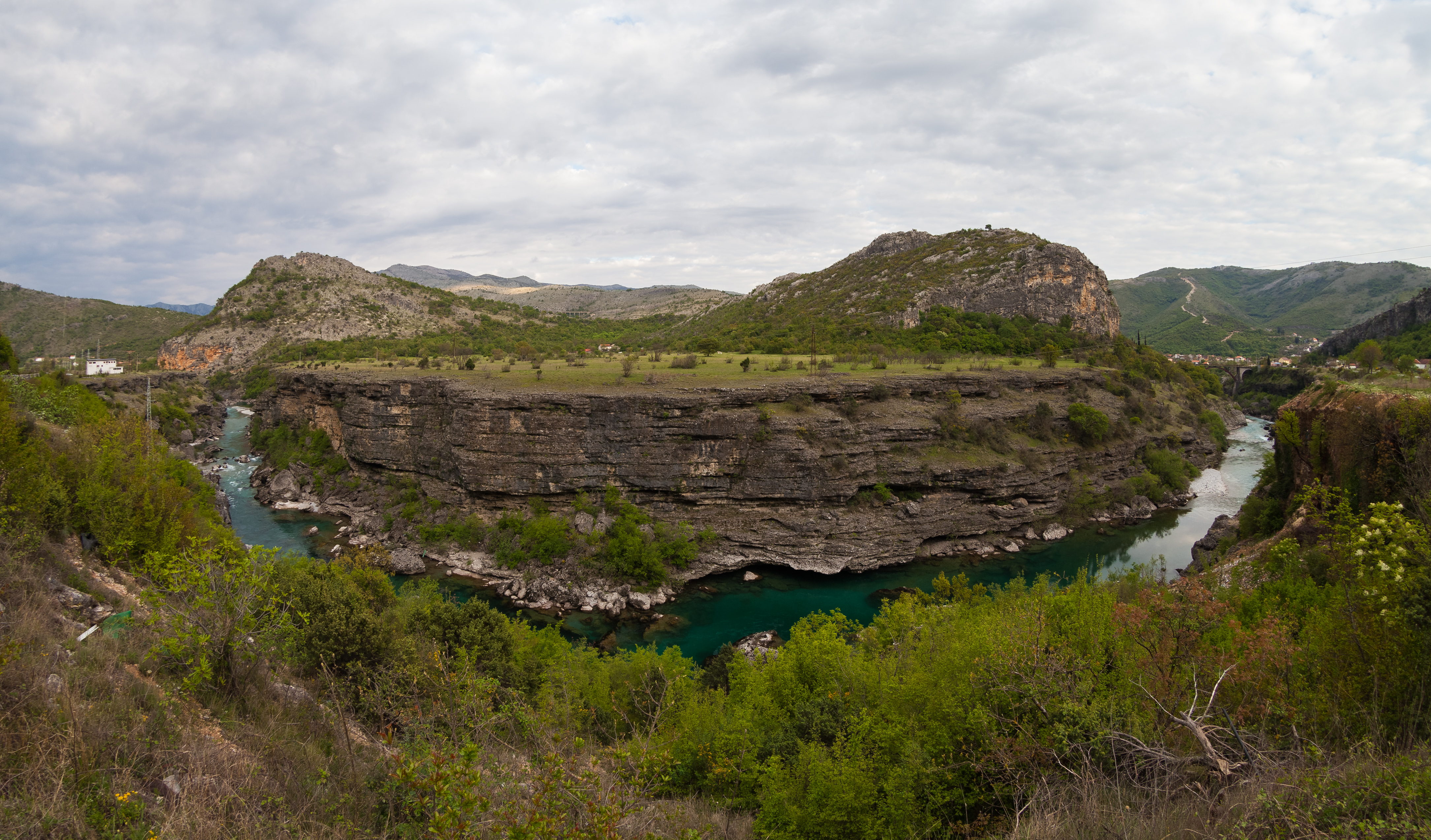
포드고리차 북쪽의 모라차 계곡

모라차강(세르비아어:  Морача, Morača)은 몬테네그로의 주요 강이다. 이 강은 슈코더르호로 흘러들기 전에 99.5 km (61.8 mi) 길이 만큼 사행천이 된다. 유역 면적은 3,257 km2 (1,258 mi2)이다.